# 2020年瑞典騷亂
2020年瑞典騷亂是指在2020年8月29日，在瑞典城市马尔默和龙讷比爆發的騷亂。當時瑞典警方阻止極右翼丹麥政客拉斯穆斯·帕魯丹入境後，其支持者舉行抗議並焚燒古蘭經。作為回應，300多人聚集起來反抗議，現場情況急劇惡化。示威者燒輪胎，向警察投擲石塊和混凝土塊，並砸毀公共汽車候車亭等。

## 馬爾默騷亂
2020年8月26日，馬爾默警方拒絕批准丹麥極右翼政治家「强硬路线」黨領袖拉斯穆斯·帕魯丹舉行名為「北歐國家的伊斯蘭化」的會議。8月28日，他被驅逐出境並2年內禁止進入瑞典。儘管如此，他的支持者還是繼續肇行了這項會議，並在以移民為主的羅森加德（Rosengard）處燒毀了一本古蘭經。在另一次事件中，帕魯丹的支持者在馬爾默廣場處像踢足球一樣踢了一本古蘭經，當中三人其後因涉嫌煽動仇恨被捕。
晚上7點左右，大約300人聚集在馬爾默，舉行反對焚燒古蘭經的示威，但隨即發生暴力衝突。暴亂者向警察投擲大塊混凝土和石塊，搗毀公共汽車候車亭，掀翻燈柱，燒毀物品。 集會中也出現了反猶的口號。騷亂一直持續到凌晨3點左右。馬爾默的警察收到了哥德堡的增援，警察開始使用無人機對爆發騷亂的羅森加德區進行空中監視。
次日騷亂仍在繼續，羅森加德區、貝爾維尤花園區和索爾巴肯區發生多起縱火事件，其中一間學校因被縱火而嚴重受損。三人攜帶裝有易燃液體的瓶子被捕，涉嫌襲擊警察或救援人員。
在居民、警察和宗教領袖走上街頭穩定局面後，騷亂於8月31日逐漸結束。暴亂造成約一百萬克朗的損失（約十萬歐元），大部分成本用於更換和維修路燈、交通信號燈、公共汽車候車亭和清理地區， 這筆款項不包括警察行動的費用。

## 龍訥比騷亂
2020年8月27日，騷亂蔓延到龍訥比市，大約20人參與了騷亂。他們放火燒輪胎，向警察、緊急服務人員和建築物投擲石塊，一名警察被石頭擊中受傷。最先到達的警察無法鎮壓示威者，因此一度不得不撤退等待增援。最後三人因涉嫌暴力騷亂被捕，六人被拘留。另外有暴亂者在阿拉伯文化協會（瑞典語：Arabiska kulturföreningen）前焚燒古蘭經。據目擊者稱，有暴徒試圖放火燒毀一座教堂，但一名旁觀者用夾克將火撲滅，隨後暴徒襲擊了他。

## 餘波
一連兩日的騷亂約15人被捕，數名警員受傷。龍訥比市騷亂的大多數嫌疑人是年齡在18至30歲之間的阿拉伯男子，他們以前因交易毒品、破壞公物和盜竊而被警方所知。公共服務廣播公司 SVT指暴亂者不是「真正的穆斯林」。一位著名的馬爾默伊瑪目回應說：「以這種方式行事的人與伊斯蘭教無關」。
8月31日，警方開始調查有關穆斯林暴徒發表反猶仇恨言論的報導。
2020年11月，檢察官宣布焚燒古蘭經並不構成針對少數群體的仇恨言論，因此停止調查。

## 另見
- 亵渎古兰经
- 2022年瑞典騷亂
- 2023年瑞典焚烧古兰经事件（英语：2023 Quran burnings in Sweden）